# Weißkittelhypertonie
Der Begriff Weißkittelhypertonie (engl. white coat hypertension) bezeichnet Blutdruckwerte, die aufgrund von situationsspezifischen Ängsten beim Patienten erhöht sind. Im Unterschied zu Selbst- und ambulanten Messungen (z. B. automatische Langzeitblutdruckmessung) sind die gemessenen Blutdruckwerte in einer Arztpraxis oder Klinik dann konsistent höher. Man spricht auch von isolierter klinischer Hypertonie.
Werden Patienten lediglich aufgrund dieser ärztlichen Einzelmessungen als Hypertoniker eingestuft, besteht die Gefahr einer Fehlbehandlung. Eine Überblicksstudie zeigte eine höhere Sterblichkeit und ein höheres Risiko für Herzkreislaufkomplikationen bei dieser Patientengruppe. In jedem Fall sollte eine Langzeitblutdruckmessung zur Klärung einzeln überhöhter Blutdruckwerte herangezogen werden.
Das Gegenteil sind „maskierte“ Hypertoniker (auch „Praxisnormotonie“ genannt). Bei dieser Gruppe von Patienten wird in der Klinik oder in der Praxis ein normaler Blutdruck gemessen, da sich der Patient in dieser Situation besonders sicher fühlt und damit entspannt ist. Eine Belastungsuntersuchung wirkt hier meist demaskierend. Ebenso ist die Langzeitblutdruckmessung ein Mittel, um einen eventuell erhöhten Blutdruckwert unter Alltagsbelastungen nachzuweisen.